# Гармоніки
Гармо́ніки англ. harmonics, нім. Harmonische f) —
1. фіз. Коливання, частоти яких кратні основній частоті складного коливання.
2. матем. Періодичні функції виду {\displaystyle a\sin(\omega t+\phi )}.

## Дотичні терміни
Гармонічний, (рос. гармонический, англ. harmonic, англ. harmonisch) — заснований на гармонії.

### Гармонічна пропорція
Гармонічна пропорція — пропорція виду a:b=b:(a — b).

### Гармонічний аналіз
Гармонічний аналіз — розділ математики, в якому вивчається розкладання коливних процесів на суму елементарних коливань.

### Гармонічний ряд
Гармонічний ряд — числовий ряд 1+1/2+1/3+…+1/n+ …

### Гармонічні коливання

Гармонічні коливання — коливання, які описуються рівнянням x = Asin(ωt+φ), де x — миттєве значення змінної величини, а — амплітуда,ω — циклічна частота, ωt+φ — повна фаза, φ — початкова фаза.

### Гармонічні функції
Гармонічні функції — функції кількох змінних, які неперервні в деякій області разом зі своїми частинними похідними першого й другого порядків і задовольняють у цій області т. зв. рівняння Лапласа.